# Raymordella
Raymordella là một chi bọ cánh cứng trong họ Mordellidae.
Chi này được miêu tả khoa học năm 1956 bởi Franciscolo.

## Các loài
Chi này gồm các loài:
- Raymordella adusta Franciscolo, 1967
- Raymordella ambigua Franciscolo, 1956
- Raymordella transversalis Franciscolo, 1967
- Raymordella xanthosoma Franciscolo, 1967